# Chlumetia scelerata
Chlumetia scelerata är en fjärilsart som beskrevs av Holland 1900. Chlumetia scelerata ingår i släktet Chlumetia och familjen nattflyn. Inga underarter finns listade i Catalogue of Life.